# Бессоново (Смоленская область)
 Бессо́ново — деревня Зимницкого сельского поселения Сафоновского района Смоленской области России. Расположено в центральной части области в 32 км к востоку от Сафонова, в 11,3 км южнее автомагистрали М1 «Беларусь». В 7 км к северу от деревни железнодорожная станция Алфёрово на ветке Москва — Минск. Входит в состав Зимницкого сельского поселения.

## История
В прошлом небольшое владельческое село в Вяземском уезде, принадлежавшее помещику Телепнёву. Известно, как минимум, с 1733 года (на средства коллежского асессора Гринёва П. Ф. построена деревянная церковь). В 1857 году Бессоново за долги было продано с аукциона учёному-животноводу Путяте Д. А. Крестьяне отказались подчиняться новому владельцу и подняли бунт. Восстание было подавлено с помощью войск (116 человек было наказано). Путята активно занимался сельским хозяйством, под его руководством фактически была выведена новая порода скота, на 1-й Всероссийской выставке крупного рогатого скота 1869 года корова из его хозяйства Перешиха завоевала золотую медаль, в 1882 году золотую медаль получает корова Игла, на Московской выставке скотоводства 1885 года его коровы получают 2 золотых, 2 серебряных и 1 бронзовую медали. В 1868 году в селе был открыт спиртзавод. В конце XIX века село переходит во владение к Дрызлову В. А. В 1905 году в селе действует школа скотоводства, сыроварения и маслоделия. В 1921 году в селе была создана сельхозартель. В хозяйстве было два трактора, лесопильный завод, мельница.

## Достопримечательности
- Скульптура на братской могиле 46 воинов Советской Армии, погибших в 1941—1943 гг.

Остатки дворянской усадьбы. Липовый парк и озеро.